# Ningshan
Ningshan (en chino, 宁陕; pinyin, Níngshǎn) es un condado  bajo la administración directa de la Prefectura Ankang en la Provincia de Shaanxi, República Popular China.  Su área es de km² y su población total para 2010 superó los mil habitantes. 

## Administración
Desde julio de 2020, el  Condado Ningshan se divide en 11 pueblos administrados poblados.